# لویزا زووتکوفسکا
لویزا زووتکوفسکا (انگلیسی: Luiza Złotkowska؛ زادهٔ ۲۵ مهٔ ۱۹۸۶) اسکیت‌باز سرعت اهل لهستان است.